# Cross Kirk (Eshaness)

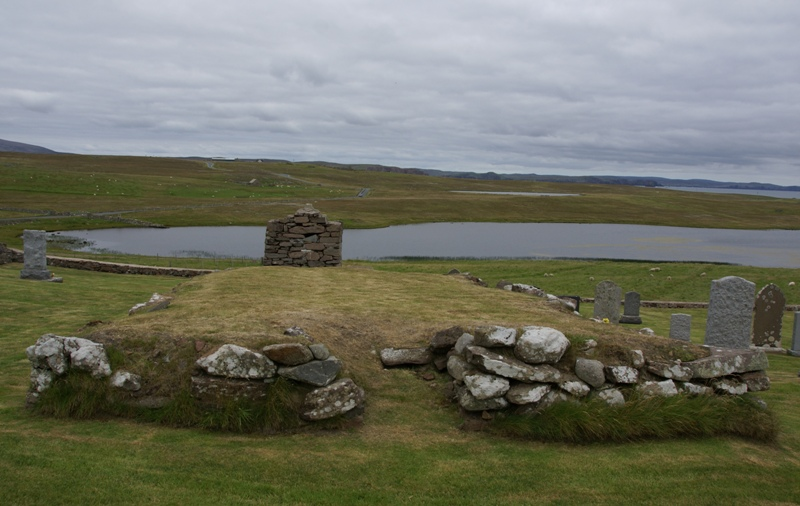
Cross Kirk in Eshaness: de ruïne is met aarde opgevuld.

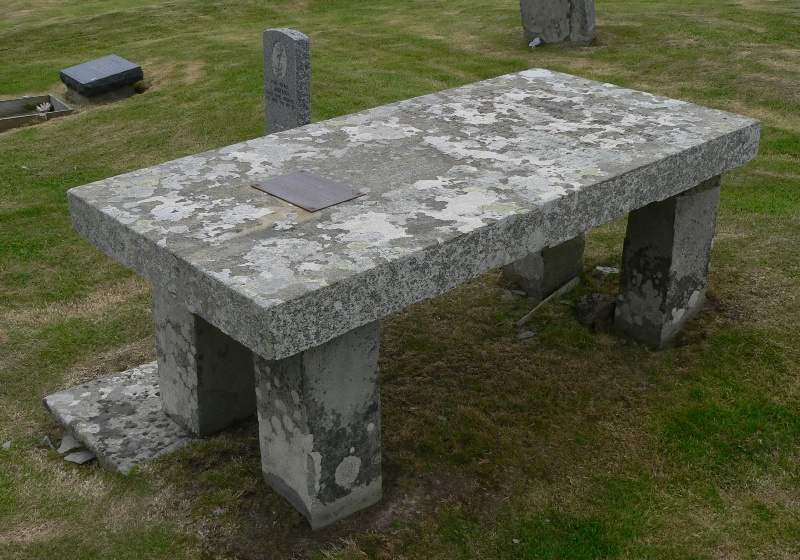
Het graf van Donald Robertson, die stierf ten gevolge van een vergissing van zijn apotheker.

Cross Kirk is de ruïne van een middeleeuwse kerk, gelegen in Eshaness op het schiereiland Northmavine op het Shetlandse Mainland (Schotland).

## Beschrijving
De Cross Kirk was een rechthoekige kerk. De muren zijn nog intact tot een hoogte van maximaal 1,2 meter. De kerk is oost-west georiënteerd en meet 10,6 meter bij 6,2 meter. De ingang is aan de westzijde. De ruïne is met aarde opgevuld tot aan de overgebleven muren.
De kerk was gewijd aan het Heilige Kruis. In 1664 werd de kerk vernietigd door dominee Hercules Sinclair, omdat de kerkruïne pelgrims trok.
Om de kerk bevindt zich een begraafplaats. Er bevindt zich onder andere een achttiende-eeuws graf voor de Cheynes van Tangwick
Een graf uit 1848 herdenkt Donald Robertson, die stierf doordat een apotheker hem abusievelijk gif verkocht in plaats van helende zouten. Deze tekst staat vermeld op de grafsteen:
Donald Robertson born, 14th January 1785,
died 4th June 1848, aged 63 years.
He was a peaceable, quiet man and to all appearance a sincere Christian.
His death was much regretted which was caused by
the stupidity of Laurence Tulloch in Clothister (Sullom)
who sold him nitre instead of Epsom salts by which
he was killed in the space of 5 hours after taking a dose of it
(Vrij vertaald: Donald Robertson, geboren 14 januari 1785, stierf op 4 juni 1848, oud 63 jaren. Hij was een vreedzame, rustige man en volgens iedereen een oprechte christen. Zijn dood werd zeer betreurd en werd veroorzaakt door de domheid van Laurence Tulloch in Clothister (Sullom), die hem salpeter verkocht in plaats van Epsom-zouten waardoor hij binnen vijf uur werd gedood nadat hij een dosis had genomen.)